# یوروکوپتر ئی‌سی۱۳۰
یوروکوپتر ئی‌سی۱۳۰ (به انگلیسی: Eurocopter EC130)(اکنون ایرباس هلیکوپترز اچ۱۳۰) یک بالگرد چندمنظوره سبک تک موتوره است که از یوروکوپتر ای‌اس۳۵۰ اکوروی توسعه یافته‌است. یکی از تغییرات مهم این بالگرد نسبت به ای‌اس۳۵۰، استفاده از دستگاه ضد گشتاور فنسترون به جای ملخ دم معمولی است. این بالگرد توسط گروه یوروکوپتر طراحی و تولید شد که بعداً به ایرباس هلیکوپترز تغییر نام داد.

## مشخصات فنی (ئی‌سی۱۳۰ تی۲)

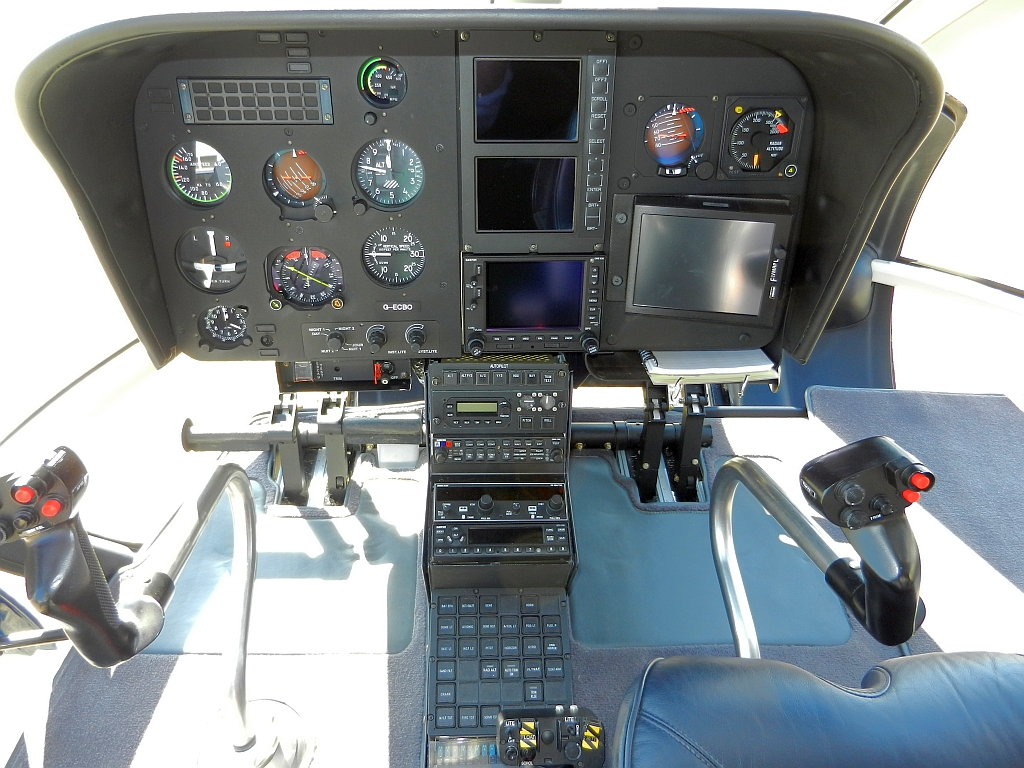
کابین خلبان ئی‌سی۱۳۰

داده‌ها از 
ویژگی‌های عمومی
- خدمه: ۱
- ظرفیت: ۶ سرنشین (۲ نفر در جلو و ۴ نفر در عقب) یا ۷ سرنشین (۳ نفر در جلو و ۴ نفر در عقب)
- طول: ۱۰٫۶۸ متر (۳۵ فوت ۰ اینچ)
- ارتفاع: ۳٫۳۴ متر (۱۰ فوت ۱۱ اینچ)
- وزن خالی: ۱٬۳۷۷ کیلوگرم (۳٬۰۳۶ پوند)
- بیشترین وزن برخاست: ۲٬۵۰۰ کیلوگرم (۵٬۵۱۲ پوند) / ۳٬۰۵۰ کیلوگرم (۶٬۷۲۴ پوند) با بار خارجی
- ظرفیت سوخت: ۵۴۰ لیتر (۱۴۰ گالون آمریکایی؛ ۱۲۰ گالون بریتانیایی)
- سوخت قابل استفاده: ۵۳۸٫۷ لیتر (۱۴۲٫۳ گالون آمریکایی؛ ۱۱۸٫۵ گالون بریتانیایی)۱
- پیشرانه: ۱ عدد موتور توربوشفت Turbomeca (now Safran Helicopter Engines) Arriel 2D، ۷۱۰ کیلووات (۹۵۰ اسب بخار)
- قطر روتور اصلی:  ۱۰٫۶۹ متر (۳۵ فوت ۱ اینچ)
- مساحت روتور اصلی: ۸۹٫۷۵ متر مربع (۹۶۶٫۱ فوت مربع) ۳ پره

عملکرد
- سرعت کروز: ۲۳۷ کیلومتر بر ساعت (۱۴۷ مایل بر ساعت، ۱۲۸ گره)
- بیشینه سرعت مجاز: ۲۸۷ کیلومتر بر ساعت (۱۷۸ مایل بر ساعت، ۱۵۵ گره)
- بُرد: ۶۰۶ کیلومتر (۳۷۷ مایل، ۳۲۷ مایل دریایی)
- مداومت پروازی: ۴ ساعت، ۰ دقیقه
- حداکثر ارتفاع: ۷٬۰۱۰ متر (۲۳٬۰۰۰ فوت) / ۲٬۹۵۷ متر (۹٬۷۰۰ فوت) بدون اثر زمین(OGE) / ۳٬۴۲۹ متر (۱۱٬۲۵۰ فوت) با اثر زمین(IGE)
- نرخ صعود: ۹ متر بر ثانیه (۱٬۸۰۰ فوت بر دقیقه)

اویونیکس

Vehicle and Engine Multifunction Display (VEMD) with First Limit Indicator (FLI) fitted as standard.

## همچنین ببینید
توسعه مرتبط
- یوروکوپتر ئی‌سی۱۲۰ کالیبری
- یوروکوپتر ای‌اس۳۵۰ اکوروی
- یوروکوپتر فنک

بالگردهای با عملکرد، پیکربندی یا دوره زمانی مشابه
- بل ۲۰۶
- بل ۴۰۷
- اچ‌ای‌ال ال‌اواچ
- ام‌دی ۶۰۰
- آگوستاوستلند ۱۱۹ کوالا